# Sítula

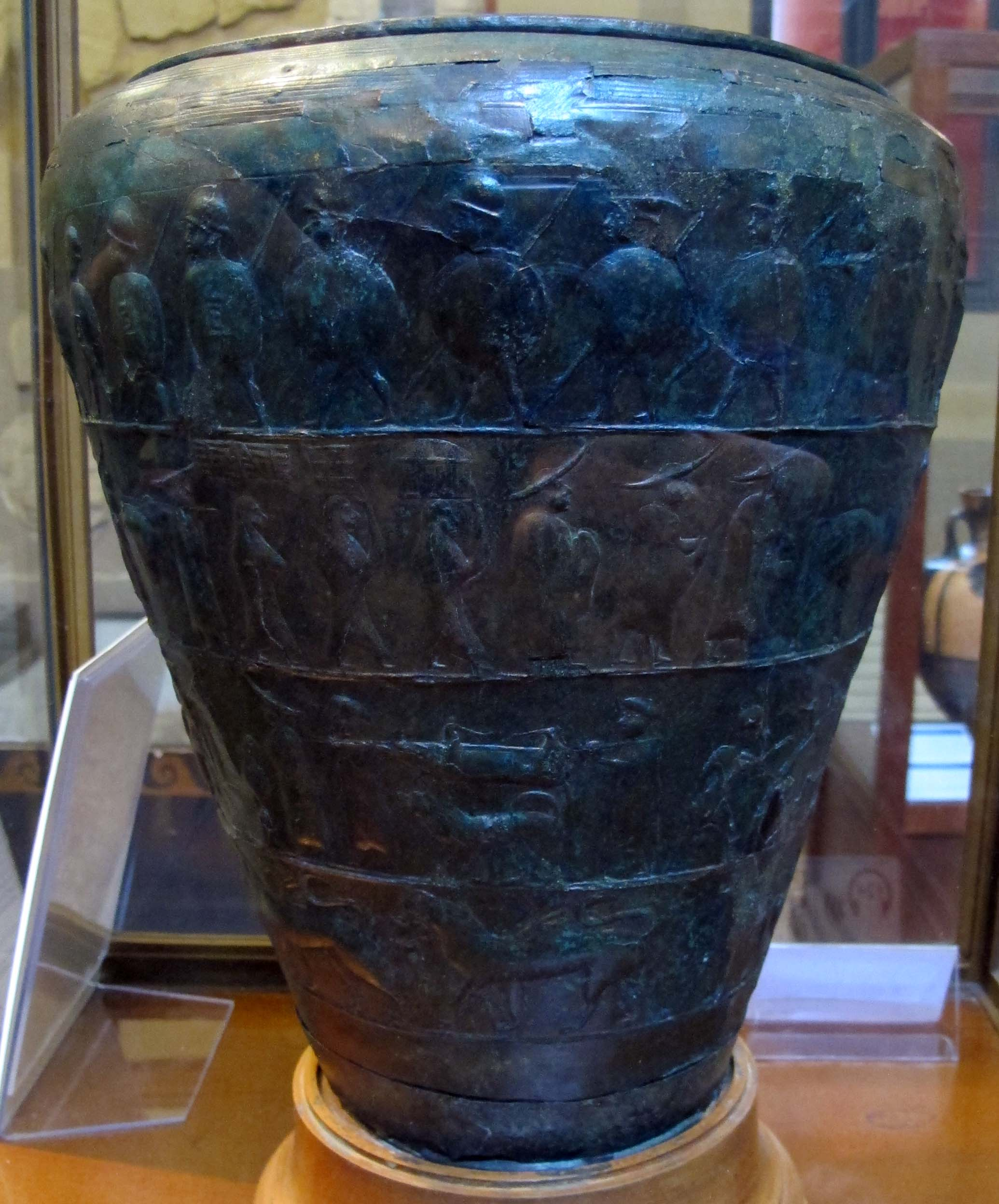
Sítula etrusca del año 600-550 a. C., tumba 68 en la necrópolis de Certosa

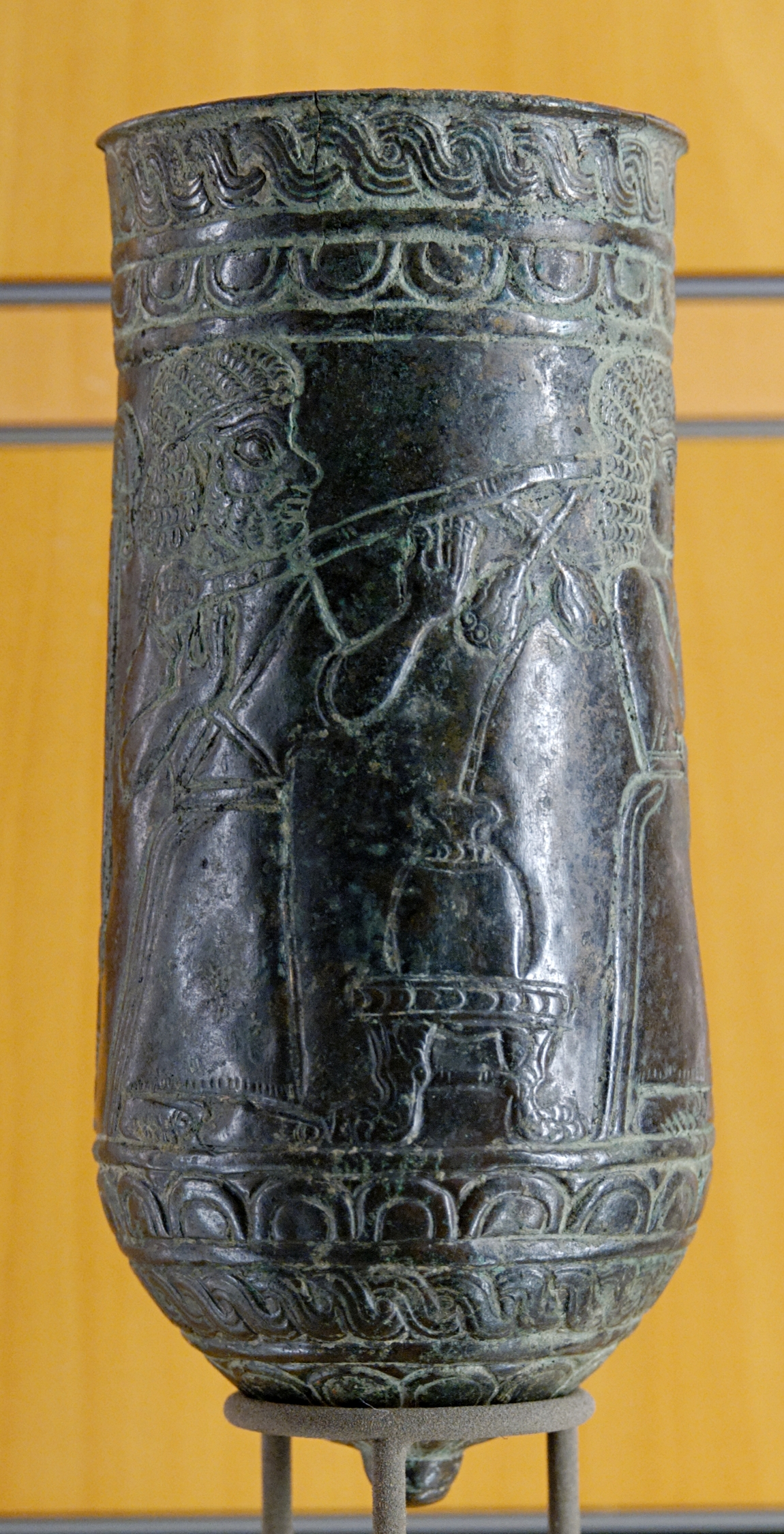
Sítula de Luristán, siglo IX a. C.

Una sítula o acetre (del árabe andalusí assatl 'vaso con asa' y este del latín situla) es una vasija para sacar agua de las tinajas o pozos, aunque también puede denominar al caldero o cubo pequeño donde se lleva el agua bendita. Por lo general metálico o de eburno, ha sido usado por diversas culturas desde la Edad de Hierro hasta el Medievo.
Las sítulas decoradas en bronce de la Edad del Hierro son una característica distintiva del Arte etrusco en los entierros de la parte norte de las regiones etruscas, desde donde el estilo se extendió hacia el norte a algunas culturas en el Norte de Italia, Eslovenia y áreas adyacentes, donde se pueden utilizar términos como  'cultura sítula'  y  'arte sítula' .
Sítula es también el término para los tipos de vasos griegos antiguos en forma de cubo, algunos muy finamente pintados. También se encuentran sítulas de cerámica más utilitaria, y algunas en plata u otros materiales, como dos de vidrio de la Antigüedad tardía en San Marcos en Venecia. Las formas del Antiguo Egipto y del Cercano Oriente tienden a tener un fondo puntiagudo, por lo que deben descansar sobre un soporte o de lado. La práctica forma más ancha es una invención europea, vista por primera vez en la Edad del Bronce europea.

## Etimología
Sítula deriva del latín sitŭla «cubeta»

## Edad del hierro europea
Las sítulas típicas de la Edad del Hierro son de bronce, como en los tipos de vasijas de libación que se encuentran como menaje funerario en las tumbas etruscas, la cultura Este (por ejemplo, la sítula Benvenuti) y la cultura vecina Golasecca, y la zona oriental de la cultura Hallstatt de Europa central y sudoriental. Aquí tienen un estilo distintivo, a menudo sin asa; la sítula de Vače es un ejemplo esloveno. Por lo general, estos tienen lados inclinados hacia afuera, luego un giro brusco hacia adentro en el hombro y, fuera de Etruria, a menudo un cuello corto y más estrecho. La forma tiene similitudes con la forma de jarra etrusca de pico más estrecho que también se copió hacia el norte, como en las jarras Basse Yutz del siglo V que se encuentran en Francia. A menudo están decorados, en los ejemplos más elaborados, con varias bandas de figuras que recorren la vasija. Pueden tener asas o no, ya veces tienen tapas. Muchos están hechos de varias láminas unidas con remaches.
Los ejemplos etruscos son más característicos en el siglo VII a. C., aunque continúan mucho después. Están en varios materiales, desde cerámica hasta bronce y, a veces, plata. La sítula de Pania es un ejemplo etrusco de lujo inusual en eburno, y el vaso de Bocchoris una importación de cerámica de Egipto de un entierro etrusco. Los ejemplos de Este y Hallstatt son posteriores, con la producción eslovena alcanzando un pico de calidad en el siglo V, hasta aproximadamente el 400 a. C., mucho después de que el período de Hallstatt hubiera terminado en gran parte de su área. Se encontraron algunos que contenían cenizas cremadas, pero eran esencialmente recipientes de lujo que se usaban en las fiestas.
Se encontraron numerosas sítulas de Hallstatt en Eslovenia, principalmente (19 de ellos) en el área de Novo Mesto en la Baja Carniola, que ha sido nombrada "Ciudad de los sítulas" debido a esto. Las urnas funerarias de Japodian hechas por la tribu Japodes de ilirios son una extensión del siglo V a. C. a la Bosnia moderna de este estilo.
Más tarde, los estilos etrusco y romano favorecieron una forma simple que se curva desde la base y se vuelve vertical en la parte superior, con una boca ancha y sin hombro, pero a veces con un borde saliente. Estos tenían una variedad de usos, incluso para lavar y bañar. Cualquier decoración a menudo se concentraba en la parte superior de los lados.

## Arte de las sítulas
El arte de las sítulas fue un medio importante de transición de motivos derivados de los griegos desde los etruscos a través de las regiones del norte hasta la cultura emergente de La Tène más al oeste. Según Ruth y Vincent Megaw, "El arte de las sítulas representa la vida vista desde un punto de vista masculino, en el que las mujeres son sirvientas u objetos sexuales; la mayoría de las escenas que incluyen humanos son de las fiestas en las que las propias sítulas figuran, de la caza o de la guerra". Se encuentran escenas similares en otras formas de vasijas, así como en placas de bronce para cinturones. Las procesiones de animales, típicas de ejemplos anteriores, o humanos derivan del Cercano Oriente y el Mediterráneo.
A excepción de la sítula Benvenuti, los hombres no tienen pelo, tienen "sombreros divertidos, cuerpos regordetes y cabezas grandes", aunque a menudo se les muestra alegres de una manera atractiva. La sítula Benevenuti también es inusual porque parece mostrar una historia específica.

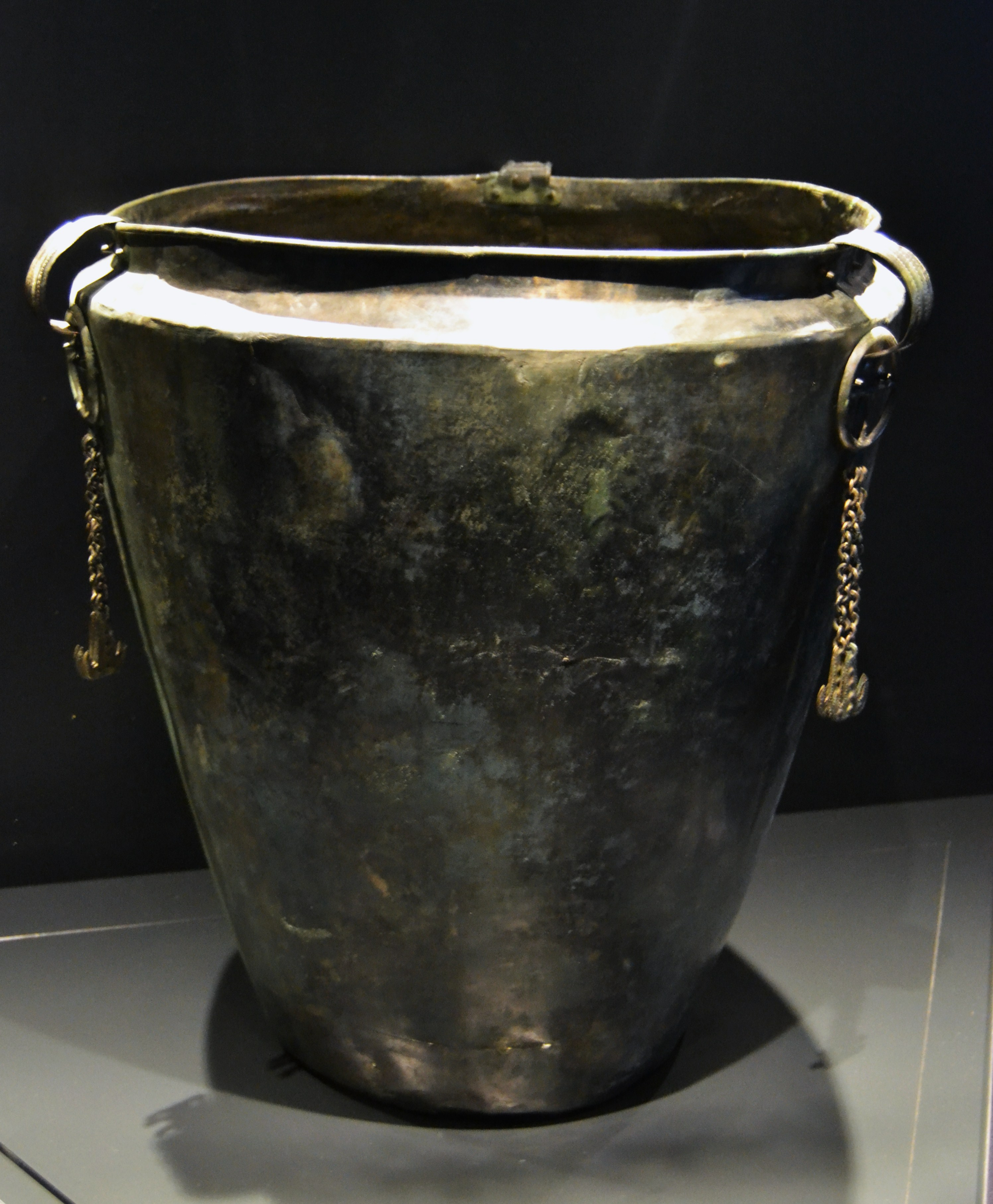
Bronce importado (?) de Hallstatt, 800-750 a.
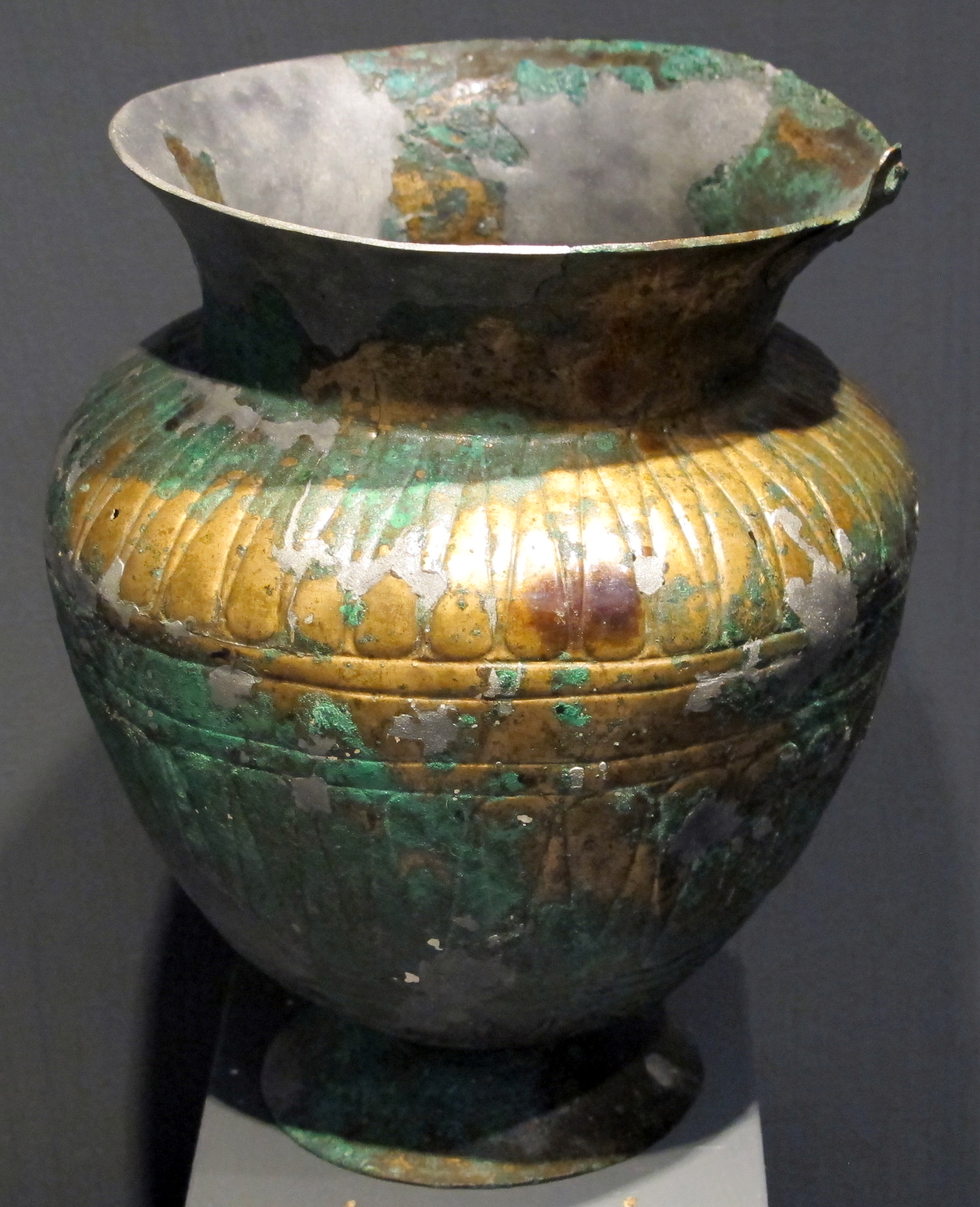
Etrusca con ornamento geométrico, 700-550 a.C.
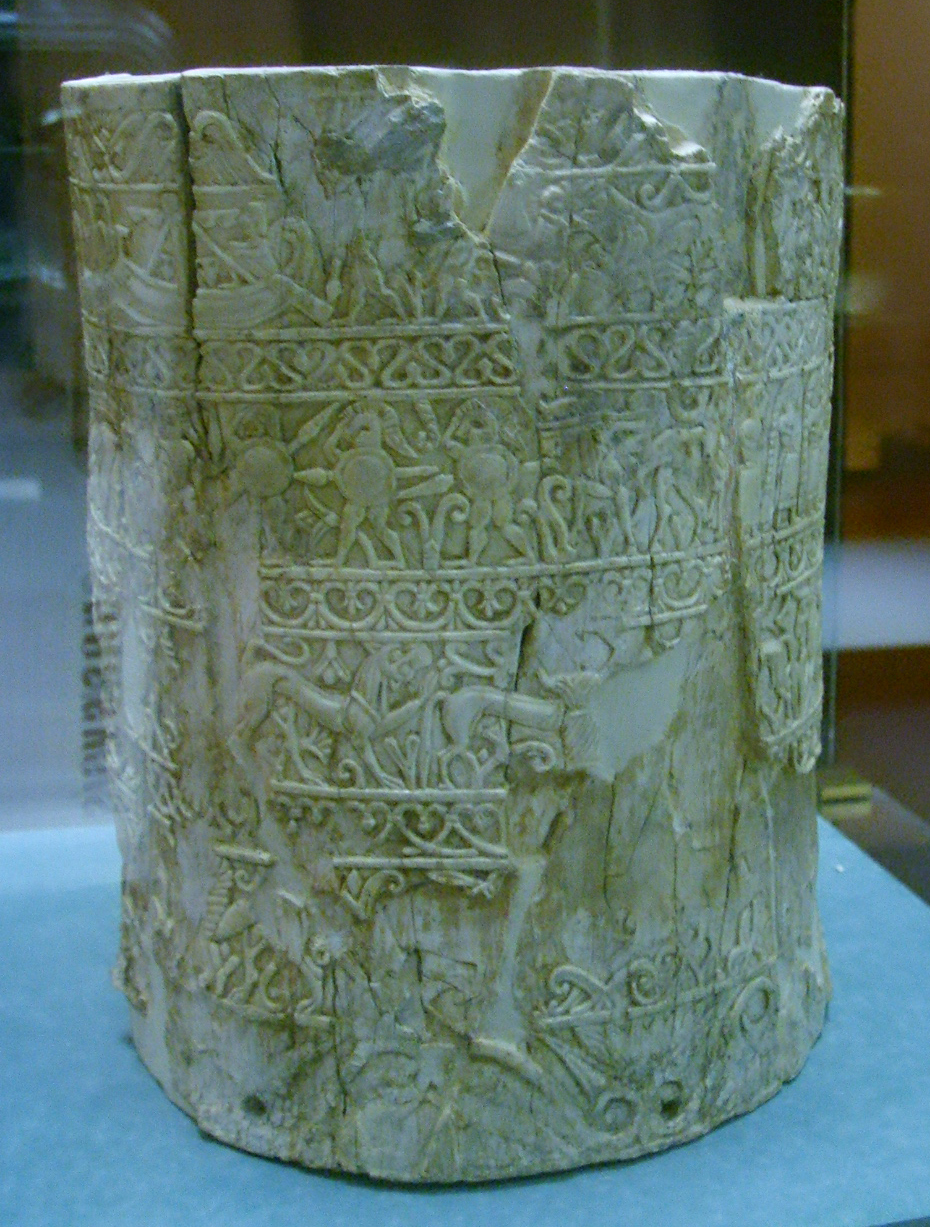
Sítula de la Pania de origen etrusco del siglo VII a.C.
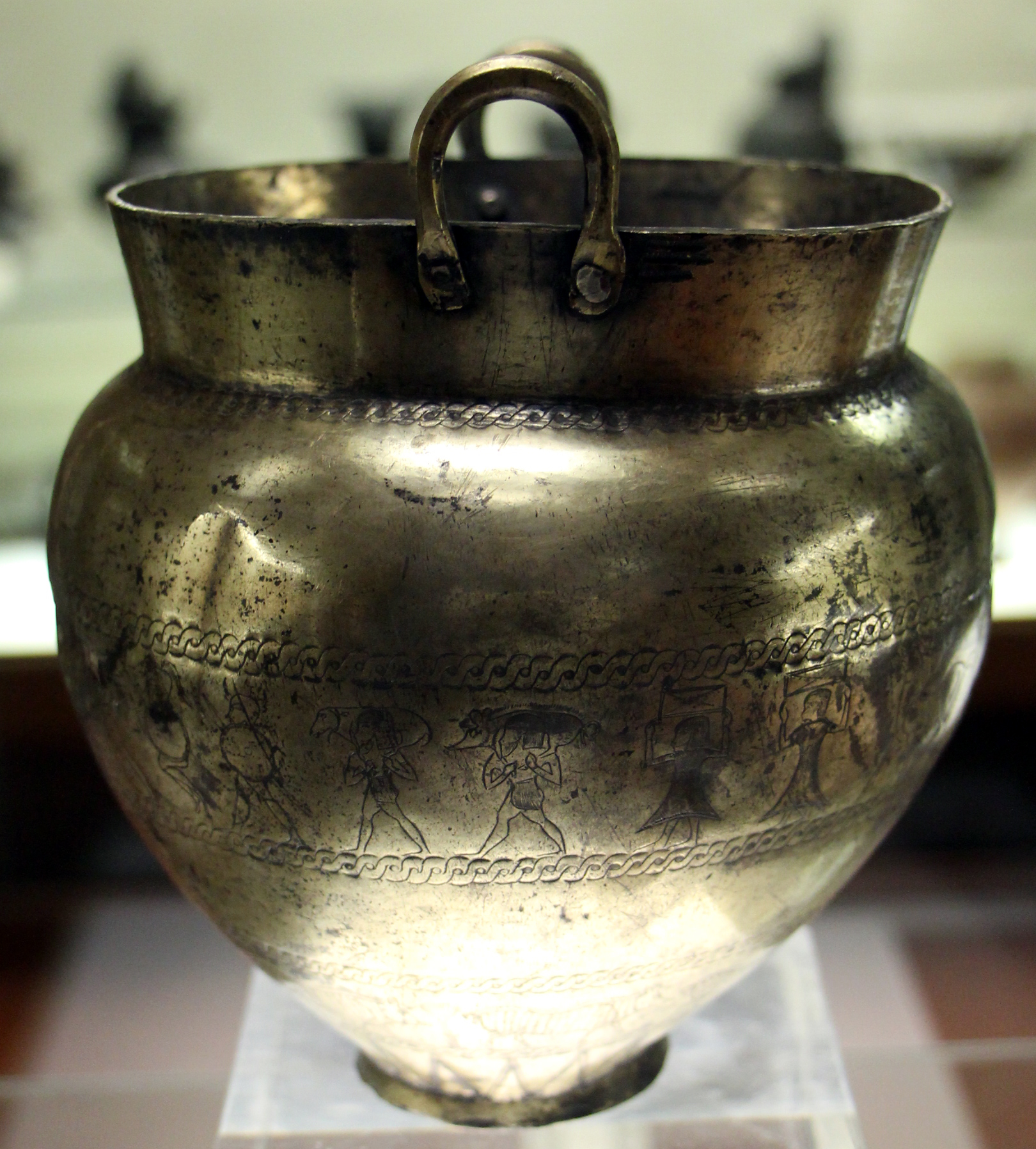
Etrusca, plata, Chiusi, c. 650 a.C.
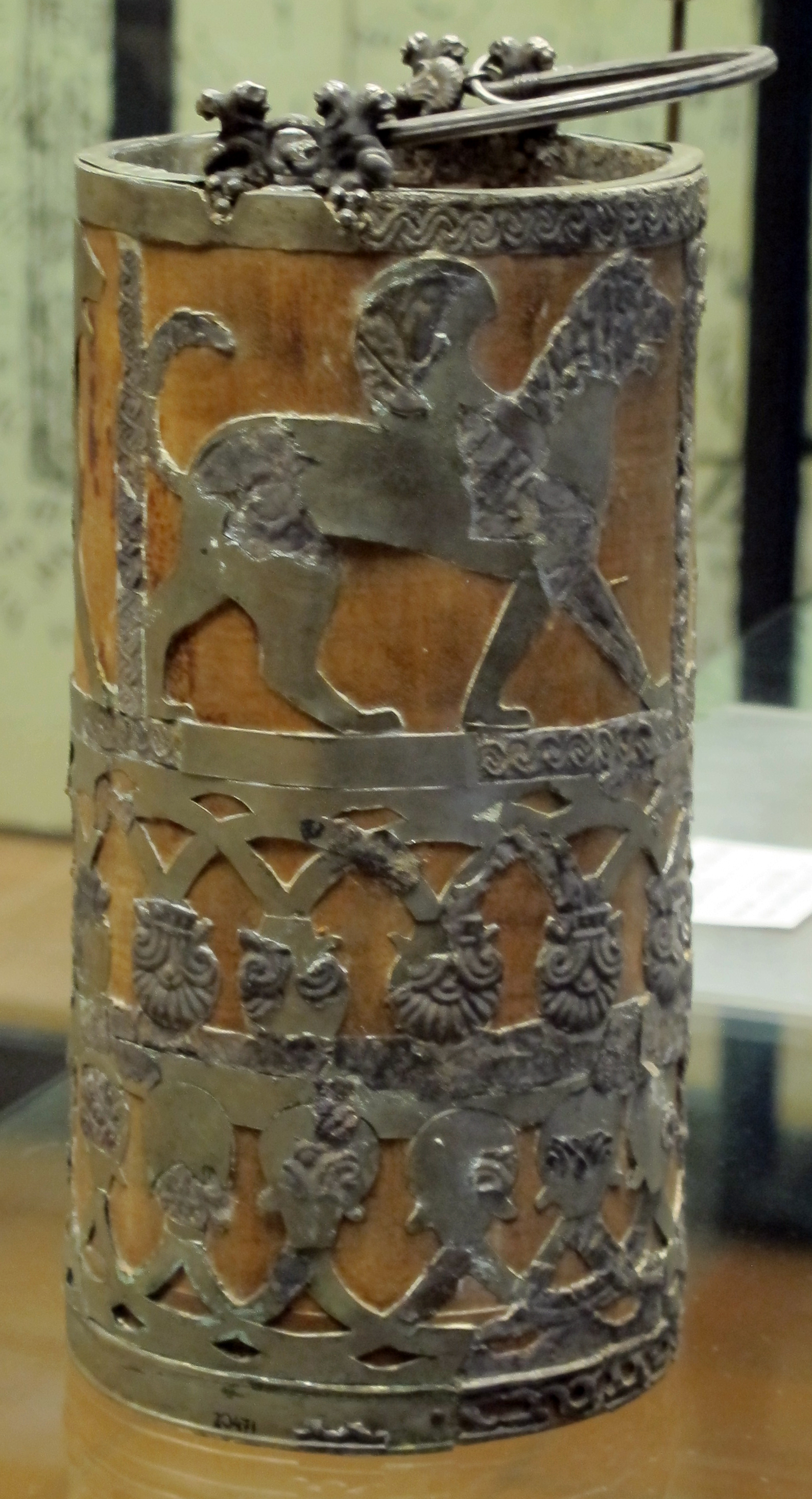
Etrusca, con monturas de plata, Cerveteri c. 650 a.C.
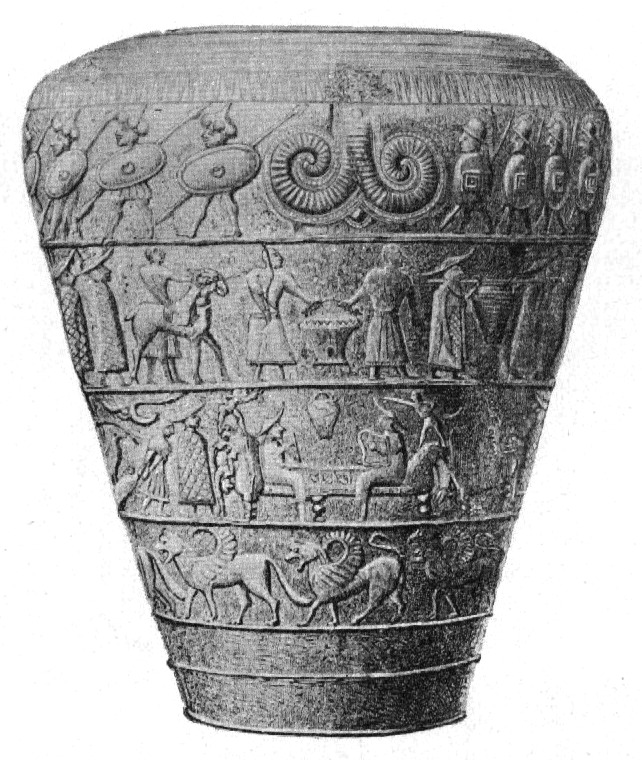
Reproducción más clara de la sítula etrusca de bronce en la parte superior de la página.
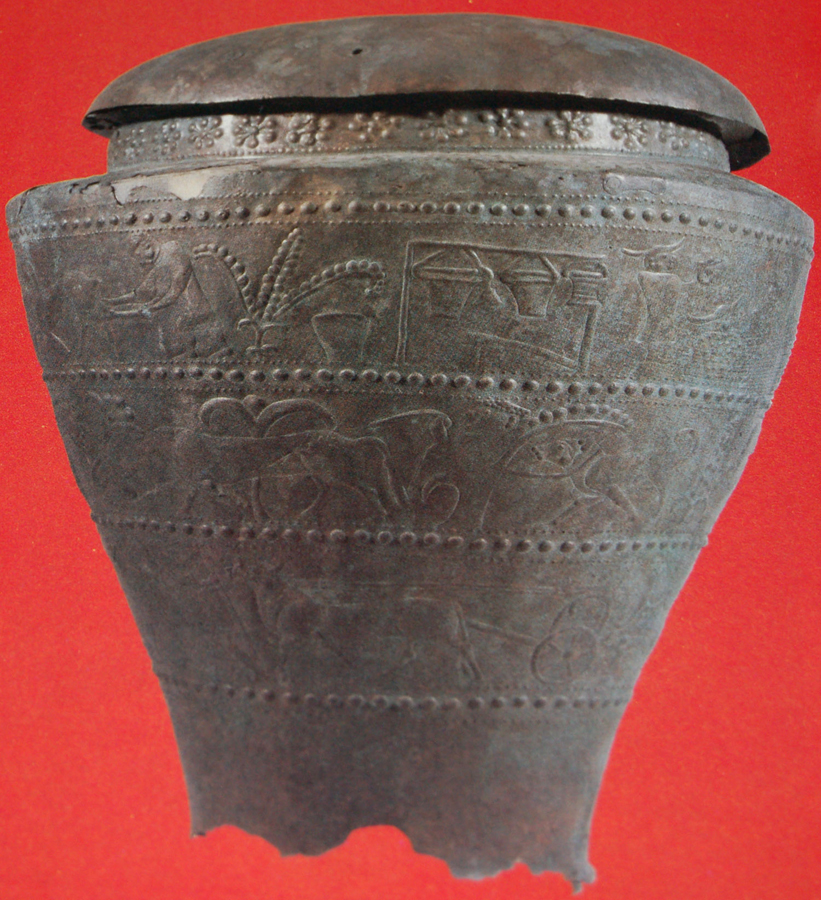
Sítula Benvenuti, Cultura Este, c. 600 aC
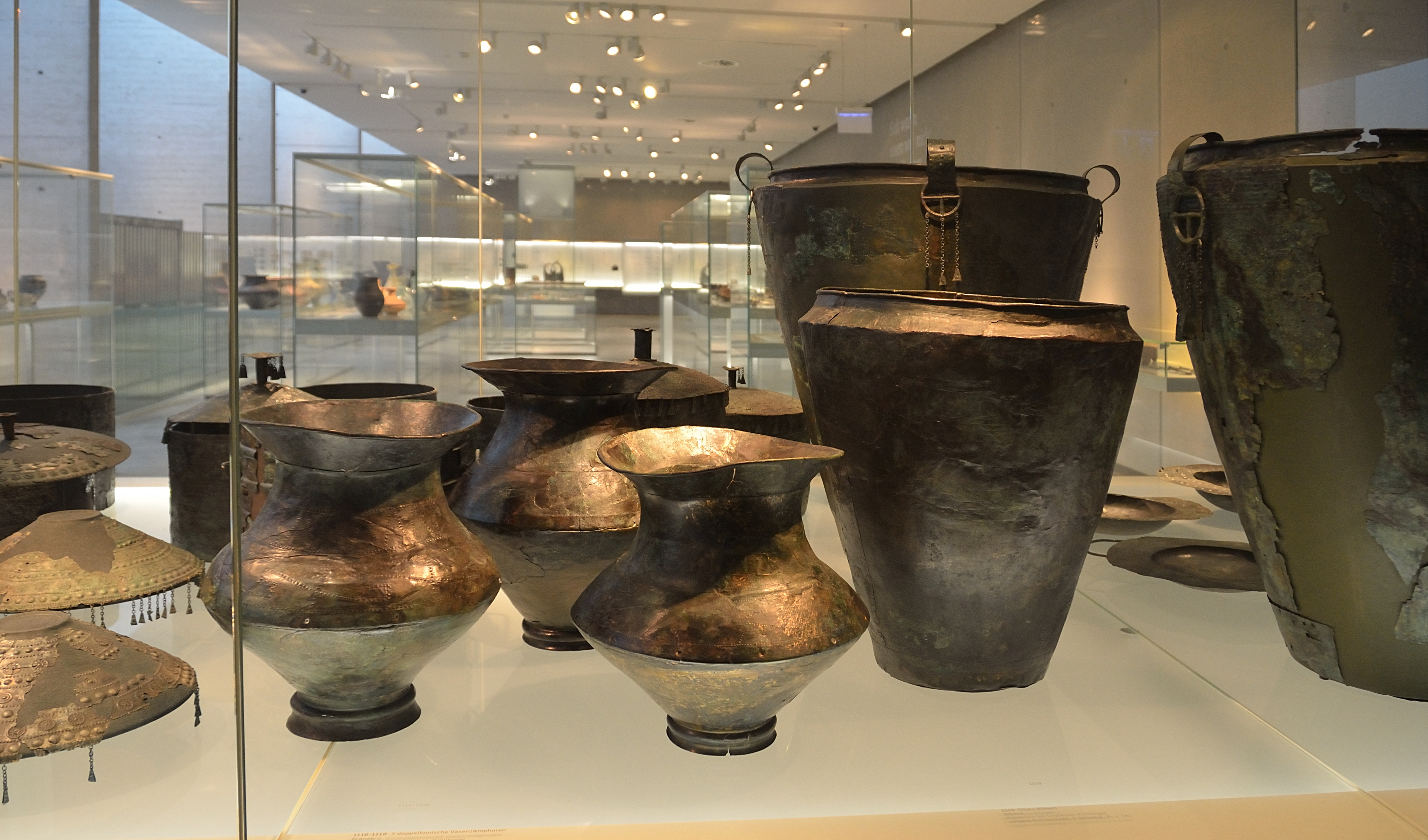
Vasos y sítulas de bronce, zona oriental de la cultura Hallstatt D, Kleinklein
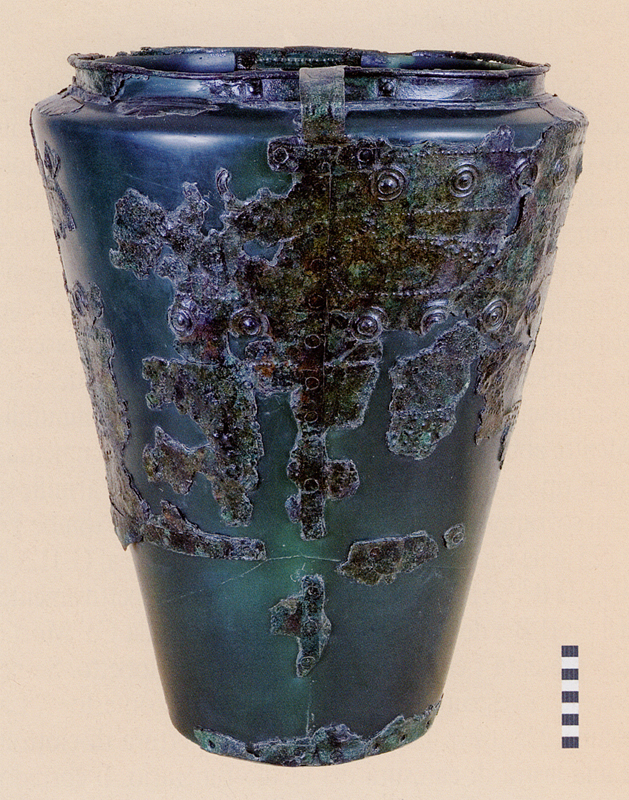
Cultura Golasecca II A, finales del siglo VII/VI a.C.
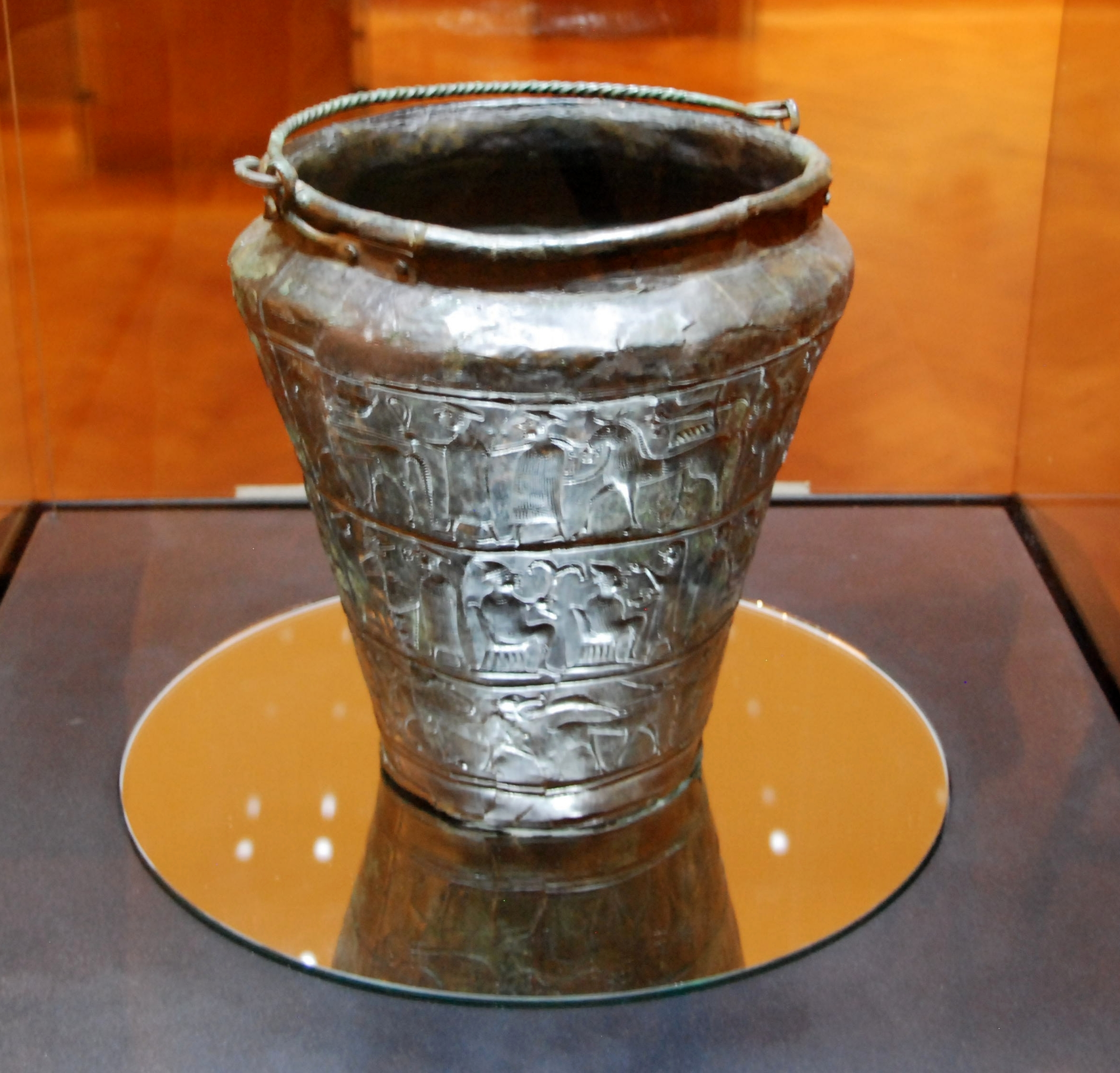
La sítula de Vače, Eslovenia, siglo V a.
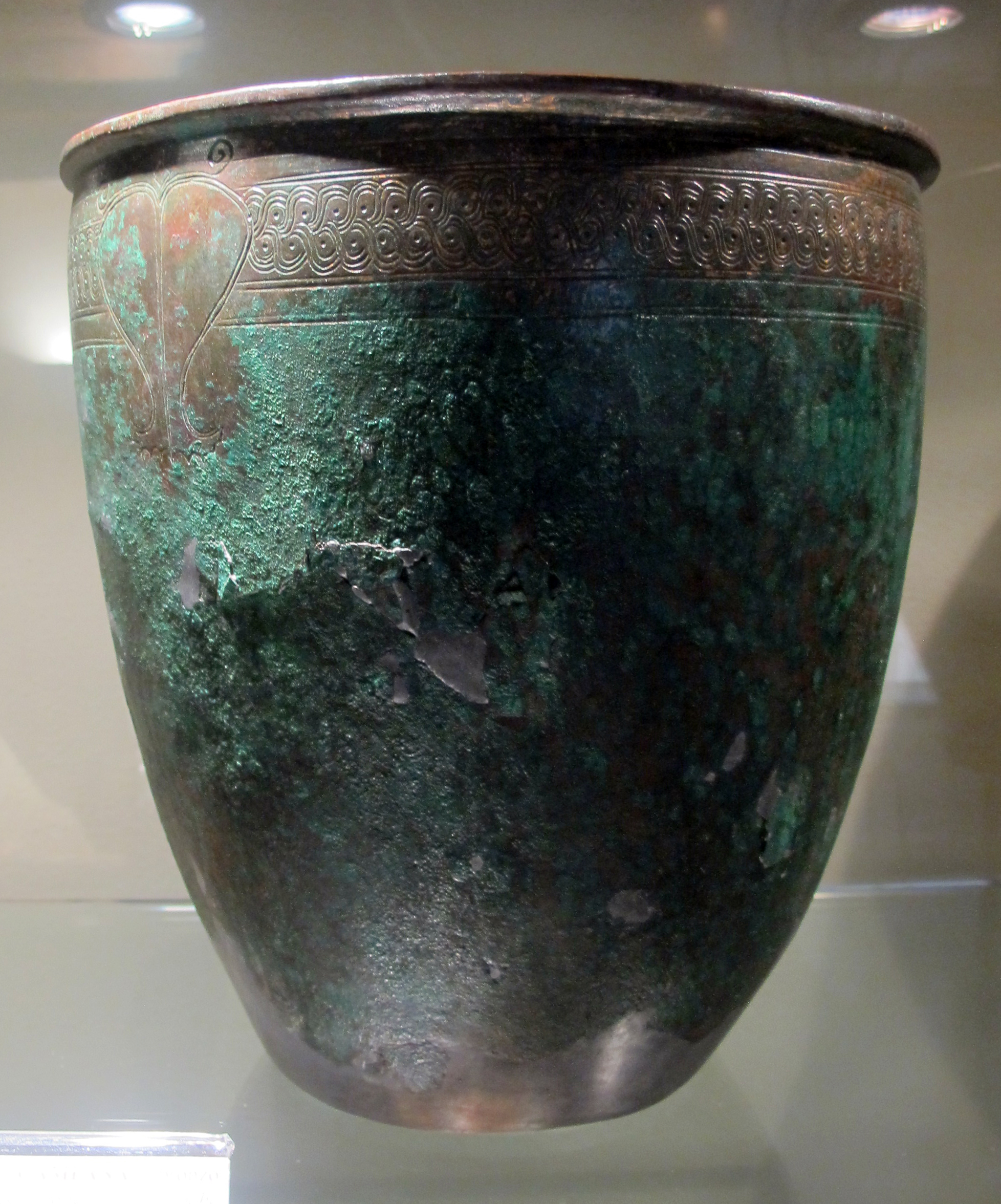
Etrusco tardío, siglo III a. C., bronce
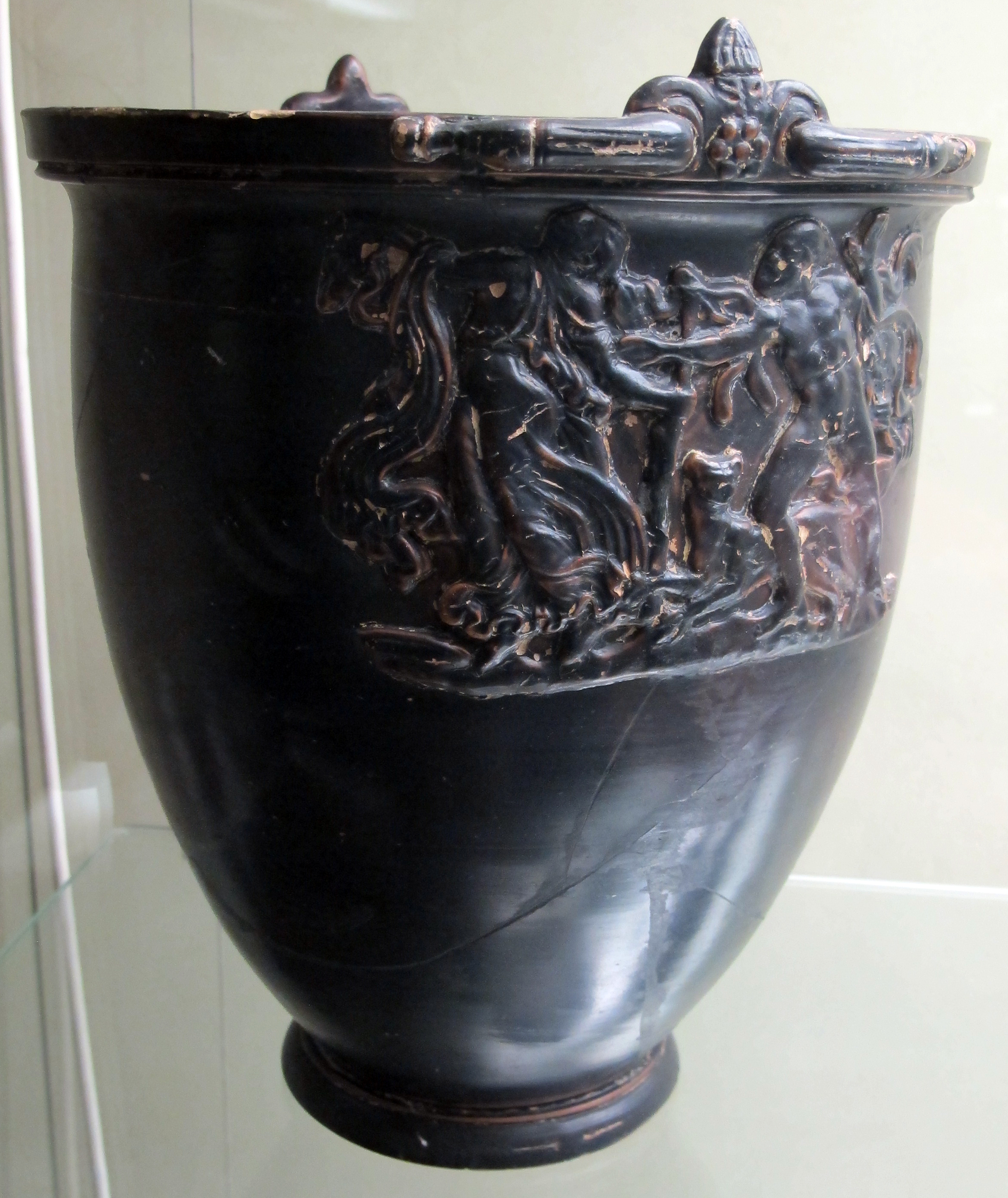
Etrusco tardío, c. 300 aC, cerámica

## Atributo de Isis
Según Plutarco y otras fuentes, la sítula era un signo de Isis que aparece representaba llevando un recipiente supuestamente lleno de agua del sagrado río Nilo). Suele ser de fondo redondeado y, en ocasiones, con tapa. Esta forma redondeada, a menudo con un "pezón" en la parte inferior (como algunos ejemplos de Luristán), evocando el correspondiente atributo femenino. Se llevaban a los templos, llenos de agua y leche, como ofrenda votiva.

## Sítulas cristianas

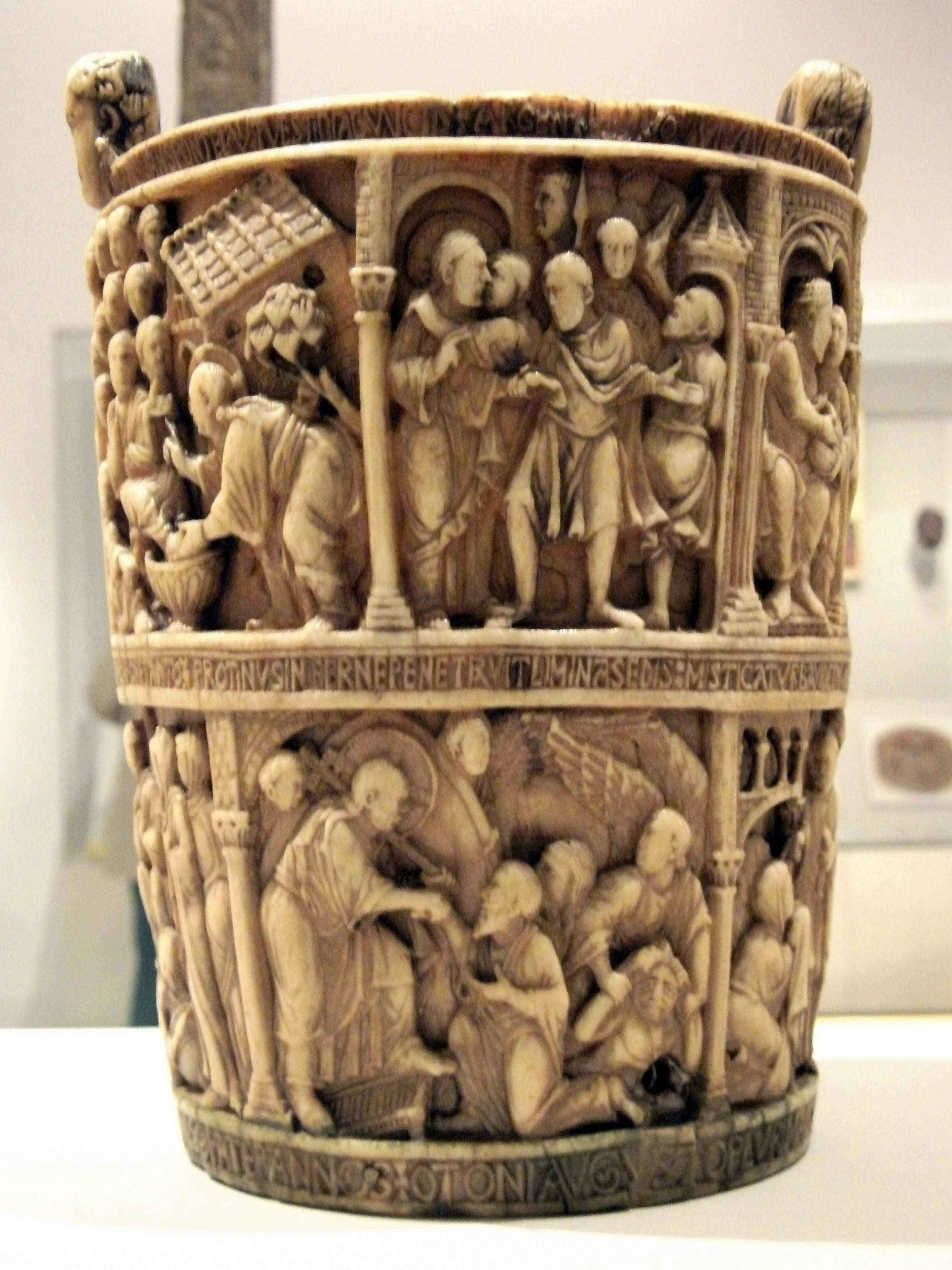
La sítula Basilewsky, 920, Otoniana, en eburno.

Las elaboradas sítulas medievales tempranas, a veces llamados aspersoria (singular: aspersorium), eran objetos litúrgicos cristianos que se usaban para contener agua bendita, también generalmente de bronce, y de lados rectos con un mango. Se sumergía un aspergillum en la sítula para recoger agua con la que rociar a la congregación u otros objetos. Se conocen cuatro ejemplos de eburno ricamente tallados del siglo X: la situla de Basilewsky de 920 en el Victoria & Albert Museum, decorada con doce escenas de la vida de Cristo en dos niveles (contiene una de las pocas representaciones de Judas Iscariote mostrando remordimiento y arrojando las treinta monedas de plata al suelo del Templo), la "Sítula de Gotofredo" de c. 980 en la Catedral de Milán, una en el Tesoro de la Catedral de Aquisgrán, y otra en el Museo Metropolitano de Arte de Nueva York. Todas procedían del entorno de la corte otoniana: una inscripción dice que el arzobispo Gotfredus presentó el ejemplo de Milán en previsión de una visita del emperador, también se menciona en el ejemplo de Londres que posiblemente era del mismo taller. El último y más lujoso es el ejemplo de Aquisgrán, que está adornada con joyas y muestra a un emperador entronizado, rodeado por un papa y arzobispos. Esto probablemente se hizo en Trier alrededor del año 1000.